# Susquehanna Company
Susquehanna Company var ett av den lagstiftande församlingen i kolonin Connecticut 1753 privilegierat och oktrojerat bolag för att kolonisera Wyomingdalen. Det gick i likvidation 1803. 

## Grundande

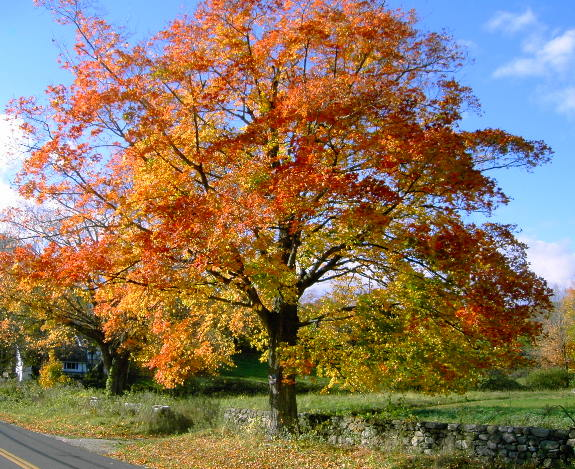
Landskap i Connecticut.

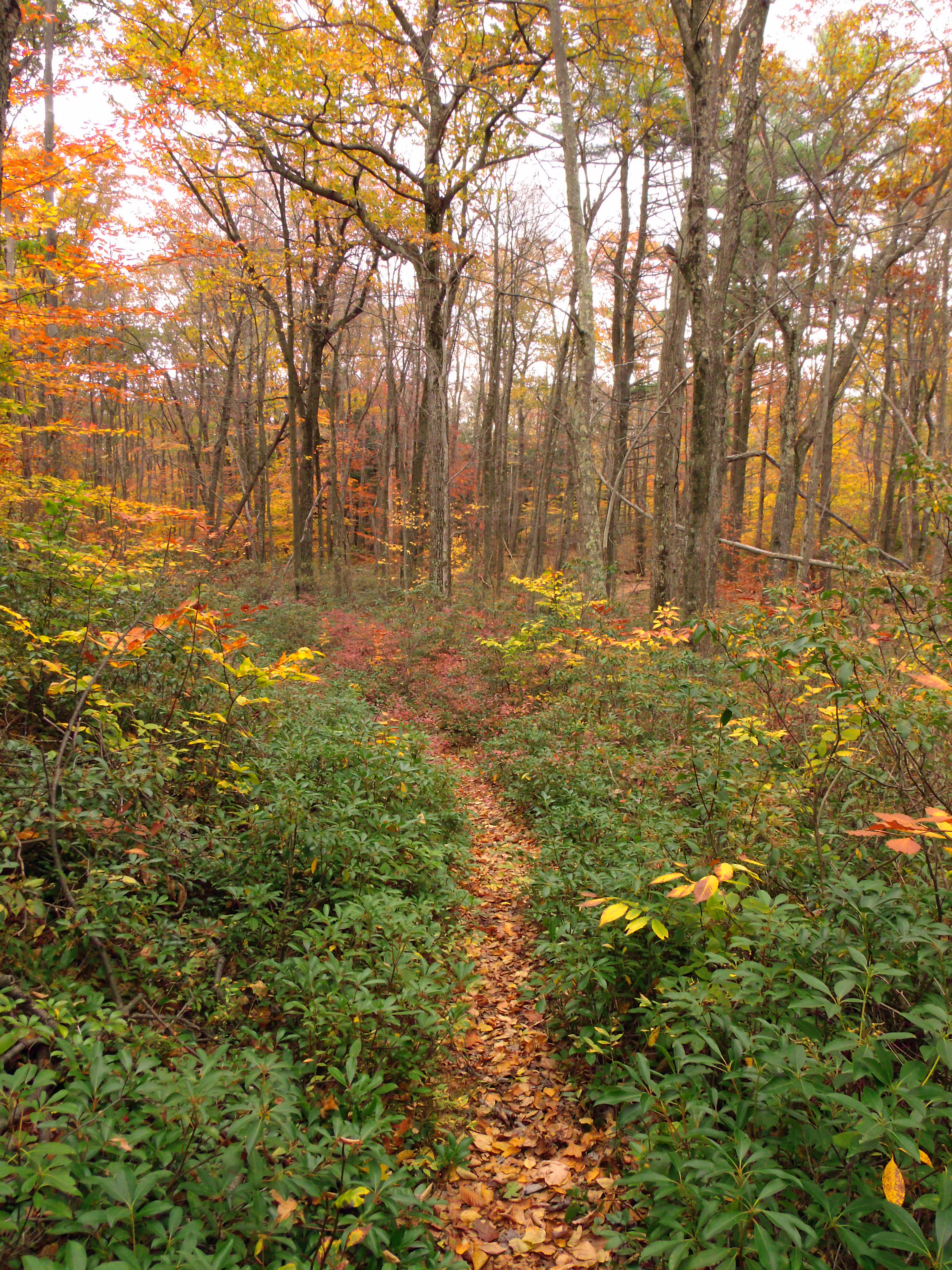
Landskap i Wyomingdalen.

När Susquehannakompaniet först grundades 1753 hade det 350 bolagsmän, nästa år hade antalet stigit till 500. Regler antogs för hur nya bolagsmän skulle antas och till slut uppgick de till över 1 200 och omfattade många av de mest prominenta medborgarna inte bara i New England, utan även i New York och New Jersey. Till och med i Pennsylvania och Storbritannien fanns det delägare. 
I Connecticut kom Susquehannakompaniet att bli intimt förknippade med den radikala politiska fraktion inom kolonin, som motsatte sig Londonregeringens merkantilistiska politik och försiktiga hållning gentemot indianerna. Vid valet 1766 fick denna fraktion, som sedan utvecklade sig till det revolutionära partiet, kontroll över kolonins lagstiftande församling, och kolonins myndigheter kom därefter att kraftfullt stödja kompaniets eхpansionsplaner gentemot både familjen Penn och London.

## Kolonisationsplaner
Kompaniet förvärvade genom John Henry Lydius mark från Irokesförbundet 1754, men Pennsylvanias länsherrar protesterade och kompaniet kunde inte få köpet godkänt i London. Kolonisationen från Connecticut började ändå 1763, men det var inte förrän 1769 som de första nybyggarna verkligen blev bofasta. Inom kort blev dessa invecklade i stridigheter och våldsamheter med myndigheter och nybyggare från provinsen Pennsylvania, en koloni som också gjorde anspråk på Wyomingdalen.  
När Susquehannakompaniets bolagsstämma 1768 möttes i Hartford gjorde man upp en plan för att kolonisera Wyomingdalen. Området skulle delas i fem distrikt (townships), vardera 12,5 kvkm stort, där sammanlagt 200 nybyggarfamiljer skulle bosätta sig. Dessa distrikt kom senare att kallas, Plymouth, Kingston, Hanover, Wilkes-Barre och Pittston.  I vad som nu är Bradford County, Pennsylvania bildades kompaniet distrikten Ulster och Standing Stone 1774, Springfield 1777, Claverack 1778 och Athens 1786. 

## Pennamitkrigen
När nybyggarna från Connecticut kom till Wyomingdalen fann de att där redan bodde nybyggare från Pennsylvania. Snart utbröt regelrätta strider med våld och död på bägge sidor. Dessa strider kallades Pennamitkrigen, efter Connecticutbornas namn på nybyggarna från Pennsylvania, "pennamiter". Det första pennamitkriget utspelade sig 1775 och resultarerade i en seger för Connecticutborna. Det andra ägde rum 1784 då en styrka från Pennsylvania med våld drev bort Connecticutborna från dalen. I mellantiden, under det amerikanska frihetskriget, hade slaget om Wyomingdalen ägt rum, vilket i mångt och mycket var en fortsättning av de pennamitiska krigen. Zebulon Butler, som ledde Connecticutbornas styrkor under det första pennamitkriget, var den olycklige befälhavaren i detta slag, där 340 soldater och milismän från Connecticut dödades. 

## Juridiska processer
Även sedan Connecticut 1782 förlorat överhögheten över Wyomingdalen, och lagt ned det grevskap som man skapat för dalen, fortsatte en del bolagsmän inom Susquehannakompaniet att försöka behålla äganderätten till en del av marken. Man fortsatte att kolonisera området med nybyggare från Connecticut, förde över kompaniets jordeböcker och andra handlingar från Connecticut till Wilkes-Barre, och fortsatte att utfärda synebrev på nya nybyggen. 1796 täcktes stora delar av Wyomingdalen både av insyningar under Suquehannakompaniet och av syneinstrument utfärdade av staten Pennsylvania. Komplicerade juridiska processer följde.